# Zastava Mestne občine Nova Gorica
Zastava Mestne občine Nova Gorica je pravokotne oblike v razmerju 1:2. Osnovna barva zastave je modro-zelena in predstavlja barvo Soče. Na levi strani zastave je stilizirana rdeča vrtnica, ki se nahaja tudi v grbu občine.